# Sybil (film)
Sybil är en amerikansk TV-film från 2007 i regi av Joseph Sargent.

## Handling
En ung kvinna vid namn Sybil Dorset har haft psykiska problem så länge hon kan minnas och det har bara blivit allt värre på sista tiden. Hon är med om en rad märkliga händelser och till slut bestämmer hon sig för att skaffa psykiatrisk vård. Under behandlingens gång får hon reda på att hon utvecklat 16 olika personligheter (så kallad dissociativ identitetsstörning) orsakat av alla de fysiska och psykiska övergrepp hennes schizofrene mor utsatte henne för under barndomen.

## Om filmen
Filmen är baserad på en sann historia och är en nyinspelning av Sybil - en verklig mardröm från 1976. Till grund för båda filmerna ligger boken Sybil av Flora Rheta Schreiber. Det råder en viss skillnad mellan filmerna då den här filmen främst skildrar själva behandlingen medan originalet även skildrar övergreppen som Sybil utsattes för.
Sybil hette i verkligheten Shirley Ardell Mason.

## Rollista i urval
- Tammy Blanchard - Sybil Dorsett
- Jessica Lange - Dr. Cornelia Wilbur
- Ron White - Dr. Atcheson
- JoBeth Williams - Hattie Dorsett
- Fab Filippo - Ramon
- Brian Downey - Willard